# Ardjut
Ardjut (in armeno Արջուտ?, conosciuto anche come Arjut) è un comune dell'Armenia di 1 432 abitanti (2008) della provincia di Lori.